# Váczy J. Tamás
Váczy János Tamás (Jépont) (Makó, 1948. szeptember 2. – Budapest, 2008. augusztus 26.) magyar grafikus, díszlet- és jelmeztervező. A Jépont (J.) nevet Nagy László, Latinovits Zoltán és Grandpierre Attila adta rá egy vidám éjszaka után a hűvös Bosnyák téri piacbüfében nagykabát gyanánt.

## Életpályája
Szülei: Váczy János (1920–2003) és Máthé Margit Genovéva voltak. Gyermekkorát töltötte Makón; szüleivel ezután Budapestre költözött. 1967-ben provokáló utcatárlatot rebdezett a Váci utcában, amelyet rendőrök zártak be; egy napra őrizetbe vették. 1975-től olvasótáborokat vezetett. 1975-től volt kiállító művész. 1975–1976 között a Maros Menti Művésztelep tagja volt. 1977–1978 között a Makói Alkotóközösség újjászervezője volt. 

## Munkássága
Autodidakta zenész, kirakatrendező, reklámgrafikus, népművelő, könyvillusztrátor, díszlet-, jelmeztervező. A kaposvári Csiky Gergely Színház díszlet- és jelmeztervezője volt. Képein a gyermek által magára hagyott édesanya, a kiszolgáltatottság, az üresfejű pozícióhajhászás, az árucikké süllyesztett szerelem jelent meg. Jól komponált képeivel arra figyelmeztetett: ezt ne tegyétek! Polihisztor személyiség volt: ha kellett a Pannónia Filmstúdió részére rajzfilmet készített, máskor mépművelési teendőket látott el, felolvasóestet tartott.
Sírja a rákospalotai temetőben található.

## Kiállításai

### Egyéni
- 1967, 1977-1980, 1987, 1990 Budapest
- 1975 Makó
- 1992 Hatvan

### Válogatott, csoportos
- 1976 Szeged

## Filmjei
- Anyám, a szekrény tele van katonákkal